# Разпадане на Съветския съюз
Разпадането на СССР е процесът на дезинтеграция в икономиката, социалната структура, обществената и политическата сфера на СССР, който довежда до прекратяване на неговото съществуване, оповестено официално на 26 декември 1991, с декларация на Върховния съвет на СССР, признаваща независимостта на съюзните републики и създаването на Общността на независимите държави (ОНД), макар че пет от страните я ратифицират по-късно или не я ратифицират. Предният ден президентът Михаил Горбачов, който е осми поред и последен ръководител на СССР, подава оставка и отстъпва правомощията си (включително контрола над ядрения арсенал) на президента на Русия Борис Елцин. Вечерта в 19:32 ч. знамето на СССР на Кремъл е свалено и е издигнато дореволюционното национално знаме на Русия.
В предшестващия период от август до декември всички отделни републики, включително Русия, напускат съюза. В седмицата преди официалното прекратяване 11 републики – всички, с изключение на прибалтийските републики и Грузия – подписват Алматинската декларация за основаване на ОНД и деклариране на разпада на СССР. Разпадът на СССР предвестява края на Студената война. Революциите от 1989 в Източна Европа и краят на СССР прекратяват десетилетията на враждебни действия между НАТО и Варшавския договор, основна черта на Студената война.
Някои от бившите съветски републики запазват тесни връзки с Русия и сформират многостранни организации за икономическо и друго сътрудничество като Евразийската икономическа общност, Съюзната държава на Русия и Беларус, Евразийския митнически съюз и Евразийския икономически съюз. Някои стават членки на НАТО и Европейския съюз или имат желание за това, за да укрепят независимостта си от Русия.

## 1988

### Бунтове в Кавказ

#### Азербайджан: насилие
На 20 февруари 1988, след седмица на засилващи се демонстрации в Степанакерт, столицата на автономната област Нагорни Карабах (зона на арменско малцинство в рамките на Азербайджанската съветска социалистическа република), регионалният съвет гласува областта да се отцепи и да се присъедини към Арменската съветска социалистическа република.
Този местен вот в малка, отдалечена част на Съветския съюз заема челните новинарски заглавия по света; това бе безпрецедентно противопоставяне на републиканските и националните власти. На 22 февруари 1988 при събитията, които по-късно ще станат известни като сблъсъкът в Аскеран двама азербайджанци са убити от полицията на Карабах. Тези два смъртни случая, анонсирани по държавното радио, водят до Сумгаитския погром. Между 26 февруари и 1 март градът Сумгаит (Азербайджан) става свидетел на насилствени антиарменски размирици, при които са убити 32 души. Властите напълно губят контрол и окупират града с парашутисти и танкове; почти всички 14 000 арменски жители на Сумгайт напускат града.
Горбачов отказва на направи каквито и да промени в статута на Нагорни Карабах, който остава част от Азербайджан. Вместо това той уволнява лидерите на комунистическата партия и в двете републики – на 21 май 1988 г. Камран Багаров е заменен от Абдурахман Везиров като първи секретар на Азербайджанската комунистическа партия.

#### Армения: въстание
Бунтът на арменците в Нагорни Карабах има непосредствен ефект в самата Армения. Ежедневните демонстрации, започнали в арменската столица Ереван на 18 февруари, първоначално привличат малко хора, но всеки ден напрежението в Нагорни Карабах става все по-значимо и броят им нараства. На 20 февруари 30 000 души излизат на демонстрация на площад „Театър“ (днес площад „Свобода“, на арменски: Ազատության հրապարակ), до 22 февруари те вече са 100 000, а на следващия ден – 300 000 и е обявена транспортна стачка; до 25 февруари близо 1 милион демонстранти – повече от една четвърт от цялото население на Армения. Това е първата от големите, мирни публични демонстрации, които стават отличителна характеристика на свалянето на комунизма в Прага, Берлин и в Москва. Водещи арменски интелектуалци и националисти, включително бъдещият първи президент на независима Армения Левон Тер-Петросян, формират единадесет-членния комитет Карабах, който да ръководи и организира новото движение.
Горбачов отново отказва да внесе промени в статута на Нагорни Карабах, който остава част от Азербайджан. Вместо това уволнява лидерите на комунистически партии на двете републики: на 21 май 1988 г. Карен Демирчян е заменен от Сурен Арутюнян като първи секретар на Комунистическата партия на Армения. Само седмица след това, на 28 май, Арутюнян позволява на арменците за първи път от почти 70 години да разгърнат червено-синьо-оранжевия флаг на Първата арменска република. На 15 юни 1988 г. Върховният съвет на Армения приема резолюция, с която официално одобрява идеята за присъединяването на Нагорни Карабах към Армения. Армения, една от най-лоялните републики, изведнъж се превръща във водещата бунтовническа република. На 5 юли 1988 г., контингент от войници бива изпратен за да изгонят със сила демонстрантите от международното летище Звартноц в Ереван, там са произведени изстреляни и един студент от протестиращите е убит. През септември други големи демонстрации в Ереван довеждат до разполагането на бронирани превозни средства. През есента на 1988 г. почти цялото двеста хилядно азербайджанско малцинство в Армения е експулсирано от арменските националисти, убити са повече от 100 души – след погрома на Сумгайт по-рано същата година, извършен от Азербайджан срещу етнически арменци и последващо експулсиране от всички арменци от Азербайджан. На 25 ноември 1988 г. военен комендант поема контрола над Ереван, като съветското правителство предприема действия за предотвратяване на по-нататъшното етническо насилие.

#### Грузия: първи демонстрации
През ноември 1988 г. в Тбилиси, столицата на съветската Грузия, много демонстранти кампингуват пред парламента на републиката, призовавайки за независимост на Грузия и в подкрепа на декларацията на Естония за суверенитет.